# Efestione
Efestione, figlio di Amintore (in greco antico: Ἡφαιστίων Αμύντορoς?, Hefaistíon Amýntoros; Pella, 356 a.C. circa – Ecbatana, 324 a.C.), è stato un nobile e generale macedone antico, per quanto di probabile ascendenza ateniese, nell'esercito di Alessandro Magno.
Egli fu «di gran lunga il più caro di tutti gli amici del re, allevato alla pari con lui e custode di tutti i suoi segreti». Il loro intenso rapporto, per diverse fonti un vero e proprio amore, durò tutta la vita e fu paragonato, da altri, ma prima ancora dai due stessi interessati, a quello mitico tra Achille e Patroclo. In particolare, tra gli autori contemporanei, uno dei più accreditati a livello internazionale è Robin Lane Fox, storico, professore emerito di studi classici all'Università di Oxford e biografo di Alessandro, che scrive: «Efestione era colui che Alessandro amò, e per il resto delle loro vite la loro relazione rimase tanto intima quanto ad oggi è irrecuperabile: Alessandro fu sconfitto una volta sola, affermarono i filosofi cinici molto tempo dopo la sua morte, ad opera delle cosce di Efestione.».
La sua carriera militare fu di notevole rilievo: membro e poi capo della guardia del corpo d'onore (i sette somatofylakes) di Alessandro Magno, egli passò in seguito al comando della cavalleria degli eteri e gli furono affidati molti altri compiti di primissimo piano durante tutto il decennio della campagna asiatica di Alessandro, ivi comprese (e certamente non meno importanti) missioni diplomatiche, opere di attraversamento di grandi fiumi, assedi e fondazione di nuovi insediamenti abitativi. Oltre a tali sue attività militari, ingegneristiche e politiche, egli fu in corrispondenza con i filosofi Aristotele e Senocrate, e sostenne attivamente la politica di Alessandro mirante all'integrazione tra greci e persiani. Il re ne fece alla fine il proprio comandante in seconda, conferendogli la carica di chiliarca dell'impero, e lo volle membro della famiglia reale dandogli in sposa Dripetide, sorella minore della sua seconda moglie Statira II, figlie entrambe di Dario III di Persia. Al momento della sua morte improvvisa a Ecbatana (l'odierna Hamadan), Alessandro fu sopraffatto dal dolore e volle interpellare l'oracolo di Zeus-Ammone, nell'oasi libica di Siwa, al fine di attribuire uno status divino all'amico defunto, ed Efestione fu conseguentemente onorato come un eroe. All'epoca della sua propria morte, avvenuta soltanto otto mesi dopo, Alessandro stava ancora progettando l'edificazione di grandi monumenti per celebrare la memoria del compagno della sua vita.

## Biografia

### Giovinezza ed educazione
L'età esatta di Efestione non è stata tramandata: nessuna sua biografia fu mai scritta probabilmente anche per il fatto che Alessandro gli sopravvisse per pochissimo tempo, e gli altri diadochi, duramente impegnati nella lotta per la spartizione dell'enorme eredità, non avevano interesse alcuno a celebrare altri che loro stessi. Secondo la maggioranza degli studiosi, l'età di Efestione non doveva essere molto differente da quella di Alessandro ed è quindi possibile presumere che egli fosse nato intorno al 356 a.C.: si narra che egli diventò paggio alla corte macedone nel 343, seguendo la sorte comune a tanti altri rampolli dell'aristocrazia, ed è quindi probabile che l'incontro con il futuro conquistatore abbia avuto luogo in questo periodo. Uno dei pochi aneddoti relativi alla giovinezza di Efestione lo si deve al Romanzo di Alessandro, dove, in relazione alla favolistica partecipazione del futuro re di Macedonia alla corsa dei carri delle olimpiadi, si legge che «... un giorno quando Alessandro aveva quindici anni [...] navigando con Efestione, suo amico, raggiunse con facilità Pisa [...] e se ne andò a spasso con [lui]». Il fatto che sia citata l'età esatta di Alessandro fornisce un indizio ulteriore sull'educazione di Efestione, in quanto, a quell'età, Alessandro si trovava con i suoi compagni nella località macedone di Mieza a studiare con Aristotele, e, sebbene il figlio di Amintore non venga mai esplicitamente citato tra essi, la sua stretta amicizia con l'allora quindicenne futuro re di Macedonia suggerisce che anch'egli vada, con tutta probabilità, annoverato tra gli allievi di Aristotele. Ancora più significativo a questo proposito è il fatto che il nome di Efestione sia stato in seguito inserito in un elenco di corrispondenti del grande filosofo Le lettere non ci sono pervenute, ma il fatto che le si citi in un elenco storico fa supporre che il loro contenuto dovesse essere di qualche rilievo: Efestione evidentemente aveva ricevuto un'educazione di tutto rispetto e tale da indurre Aristotele a intrattenere con lui una non facile corrispondenza attraverso l'impero in via di espansione di Alessandro Magno.
Alcuni anni dopo le lezioni di Mieza, il nome di Efestione non compare nell'elenco dei diversi amici di Alessandro che furono esiliati da Filippo II di Macedonia in esito al fallito tentativo del giovane principe di sostituirsi al fratellastro Arrideo come pretendente alla mano della figlia del signore di Caria, Pixodaro: c'è da rilevare, comunque, che gli esiliati, Tolomeo, Nearco, Arpalo, Erigio e Laomedonte di Mitilene erano in genere più anziani di Alessandro, Erigio addirittura di circa un quarto di secolo, mentre Efestione era un suo coetaneo e quindi la sua influenza poteva non essere ritenuta altrettanto sospetta da Filippo. In ogni caso, quale che sia stata la sua opinione sull'intero affare, Efestione, al pari di molti altri compagni d'infanzia di Alessandro, non fu inviato in esilio.
Per concludere, comunque, se della fanciullezza e dell'educazione di Efestione si riesce a ricostruire davvero molto poco, ciò che si riscontra vale ad accreditare quanto si sa della sua vita successiva: la sua amicizia con Alessandro fu di lunga durata, così come la sua permanenza alla corte di Pella, dove anch'egli condivise la stessa educazione del futuro Gran Re di Grecia e Asia. Con un inizio così promettente, l'età e l'esperienza avrebbero poi contribuito a fare, un giorno, di Efestione figlio di Amintore, l'uomo più potente dell'impero di Alessandro, secondo solo al re medesimo.

### Carriera
Avendo condiviso il tipo di educazione impartito ad Alessandro, Efestione imparò sicuramente a combattere e a cavalcare sin da giovanissima età ed ebbe probabilmente il primo assaggio di vita militare durante la campagna danubiana di Filippo II nel 342 a.C., o nella battaglia di Cheronea del 338 a.C., quando egli non aveva neppure vent'anni, ma il suo nome non viene ancora menzionato negli elenchi degli ufficiali di alto rango durante le battaglie della campagna danubiana di Alessandro nel 335 a.C., o nella prima fase dell'invasione della Persia (così come, del resto, quelli degli altri amici di gioventù del re).

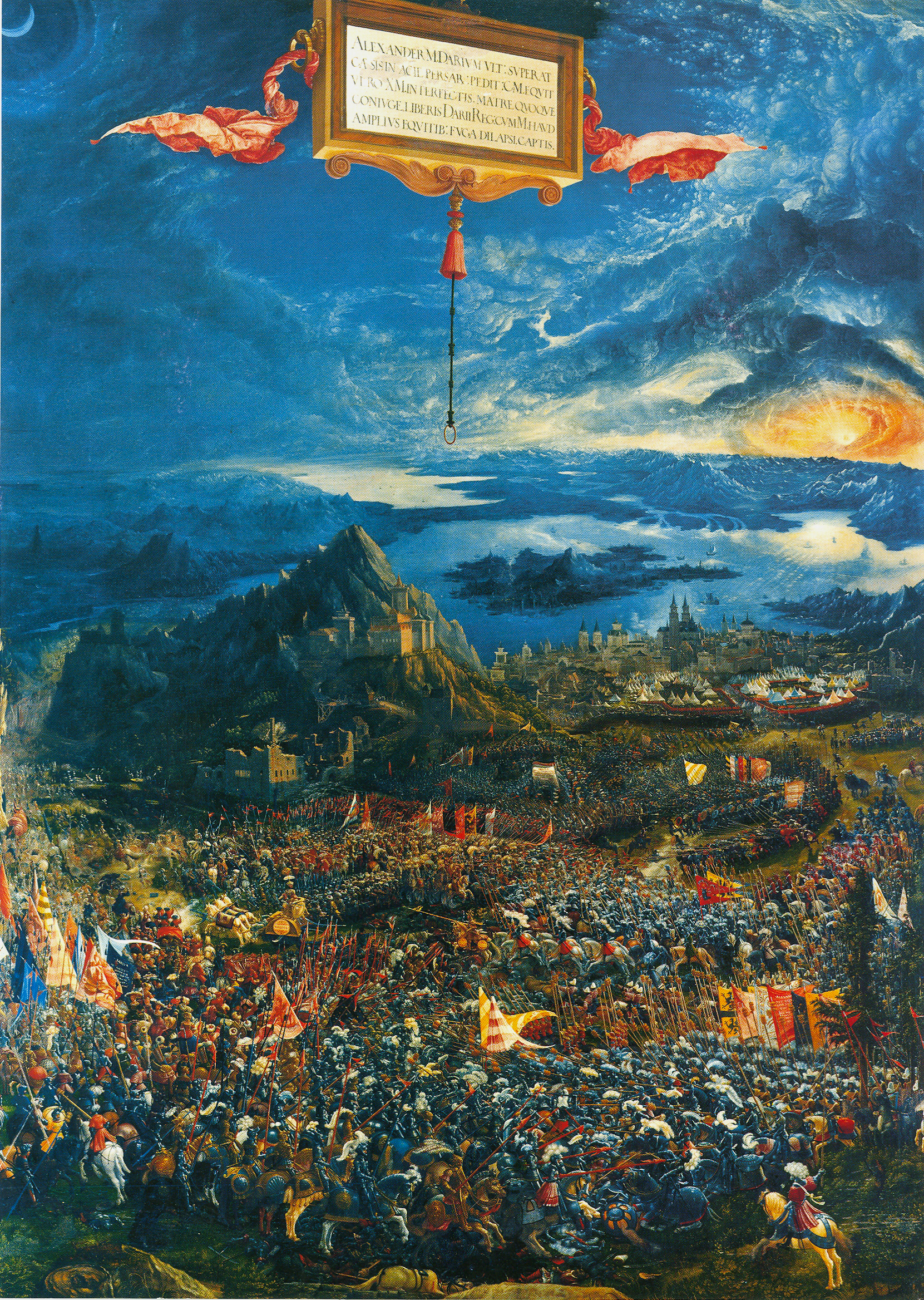
La battaglia di Isso di Albrecht Altdorfer, 1529, Alte Pinakothek, Monaco di Baviera

La prima volta che il nome di Efestione compare nei resoconti bellici è in occasione di una missione politica di notevole importanza: dopo la battaglia di Isso (333 a.C.), mentre Alessandro procedeva verso sud lungo la costa fenicia, la città di Sidone si arrese al re macedone e a Efestione venne addirittura dato "... incarico di nominare re quello dei Sidonii che egli considerasse il più meritevole di tale alto ufficio". Allora egli assunse le informazioni del caso e prescelse un uomo, Abdalonimo, che era sì di lontana ascendenza reale, ma la cui integrità lo aveva ridotto a lavorare da giardiniere. La popolarità della scelta a Sidone e il valore successivamente dimostrato dal prescelto deporrebbero in effetti a favore di notevoli capacità di discernimento da parte del giovane macedone.
Dopo l'assedio e l'espugnazione di Tiro (332 a.C.), Alessandro affidò a Efestione il comando della flotta, con l'incarico di seguire la costa facendo rotta a sud verso Gaza, il loro prossimo obiettivo, mentre lui stesso proseguiva via terra alla testa dell'esercito. Il compito di Efestione non era dei più semplici, in quanto quella affidatagli era una flotta raccogliticcia formata dal naviglio di svariati eterogenei alleati che andavano tenuti insieme con molta pazienza e con molta energia. La flotta trasportava le macchine da guerra indispensabili per la conduzione dell'assedio, le quali dovettero essere scaricate con mezzi di fortuna, trasportate su un terreno accidentato e infine opportunamente rimontate.
Secondo Andrew Chugg, che cita la testimonianza di Marsia di Pella, uno degli amici di Alessandro, quale riportata da Arpocrazione nel II secolo d.C., e che trova comunque sostanziale conferma per essa in un'orazione di Eschine contemporanea ai fatti, Efestione potrebbe poi essere stato coinvolto, durante la successiva permanenza in Egitto, in un complesso gioco diplomatico, fungendo da intermediario tra Demostene, capo del partito antimacedone ad Atene, e Alessandro. Egli infatti risulta essere stato avvicinato da un messo del politico ateniese con lo scopo probabile di esaminare la possibilità di una qualche riconciliazione. I termini esatti della questione, e del ruolo in essa svolto da Efestione, non sono noti, ma l'inattività di Atene durante la successiva guerra proclamata dal re di Sparta, Agide III, parrebbe deporre a favore di un esito positivo dei contatti. Chugg conclude notando che, "se Efestione riuscì a persuadere Alessandro a raggiungere un accomodamento con Demostene in questo critico frangente, come sembrerebbe probabile dalle circostanze, allora egli fu responsabile in misura significativa del salvataggio della situazione in Grecia per la Macedonia, evitando che la rivolta di Agide si allargasse ad Atene e ai suoi alleati".
È quasi certo che, al ritorno dall'Egitto, fu Efestione a guidare l'avanguardia macedone inviata a costruire ponti sull'Eufrate in modo da rendere possibile il passaggio per l'esercito di Alessandro. Dario III di Persia inviò un proprio satrapo, Mazeo, a occupare la riva opposta del fiume mentre il genio macedone era all'opera nella costruzione dei ponti. Mazeo, dopo aver abbandonato, abbastanza inopinatamente, la sua posizione sull'Eufrate, consentendone l'attraversamento ad Alessandro, sarebbe stato di lì a poco, nella battaglia di Gaugamela (331 a.C.), quel comandante dell'ala destra persiana che gettò alle ortiche una quasi certa vittoria abbandonando la zona che doveva tenere, e sarebbe divenuto in seguito il fidato satrapo di Babilonia, in nome di Alessandro. Lo storico britannico Robin Lane Fox ha buon gioco nell'avanzare l'ipotesi, molto verisimile, che Efestione possa aver allacciato contatti diplomatici con Mazeo durante il confronto sull'Eufrate per saggiarne la disponibilità a cambiare bandiera: "È presumibile che la battaglia di Gaugamela sia stata vinta in parte sulle rive dell'Eufrate e che la restaurazione di Mazeo [come satrapo di Babilonia] sia stata, più che un atto di magnanimità, un compenso pattuito in precedenza".
È in occasione di Gaugamela che viene menzionato per la prima il rango di Efestione quale "... capo dei somatofìlakes" (σωματοφύλακες, guardie del corpo) di Alessandro. Non si trattava dello squadrone reale, chiamato "àghema" (ἅγημα), incaricato di proteggere il re durante le battaglie (all'epoca probabilmente comandato da Clito il Nero), ma di un piccolo gruppo di sette stretti compagni di Alessandro ai quali era specificamente attribuito l'onore di combattere a fianco del re. Efestione fu certamente nel vivo del combattimento insieme ad Alessandro, giacché Arriano racconta che fu ferito, e Curzio Rufo precisa che si trattò di una ferita di lancia a un braccio.
Dopo Gaugamela si registrano i primi indizi della volontà di Alessandro di avviare un'azione di integrazione con i Persiani, e della condivisione da parte di Efestione di questa politica, così impopolare tra i Macedoni. Si racconta, in particolare, che una sera, a Babilonia, Alessandrò notò una nobildonna locale mentre veniva spinta, contro la sua dignitosa ritrosia, a esibirsi in spettacolo per la truppe vincitrici. Egli non solo ordinò che fosse liberata e che le fossero restituiti i beni, ma "... il giorno seguente dette incarico a Efestione di far portare tutti i prigionieri alla reggia. Qui, dopo aver esaminata la nobiltà di ciascuno, fece separare dalla massa quelli che emergevano per estrazione sociale".
Alessandro si era accorto che i nobili persiani venivano trattati con poca dignità e voleva porvi rimedio. Che egli scegliesse Efestione per aiutarlo, dimostra che poteva far conto sul tatto e sulla capacità di comprensione del suo giovane amico.
Tuttavia Alessandro poteva appoggiarsi su Efestione anche quando si trattava di mettere in campo fermezza e decisione. In occasione di un complotto contro la sua vita nel 330 a.C., il possibile coinvolgimento di un ufficiale di alto rango come Filota provocò molta preoccupazione, ma fu proprio Efestione, insieme a Cratero e a Ceno, a insistere perché si passasse alla tortura, di prammatica in queste occasioni, quando si volessero scoprire tutti i retroscena, e anzi a occuparsene personalmente.
Dopo l'esecuzione di Filota, Efestione, pur non avendo precedente esperienza in materia, fu nominato comandante (ipparco) —al fianco dell'esperto Clito, come secondo ipparco— della cavalleria degli eteri, posizione precedentemente occupata dal solo Filota. Questa doppia nomina fu un modo per soddisfare due differenti tendenze che andavano rafforzandosi nell'esercito: l'una, impersonata da Efestione, largamente favorevole alla politica di integrazione portata avanti dal re, l'altra, sostenuta in particolare dai reduci dei tempi di Filippo e ben rappresentata da Clito, pervicacemente refrattaria nei confronti del mondo persiano. La cavalleria si trovò benissimo sotto il nuovo comando e si mostrò all'altezza delle nuove incombenze attribuitele, dalle inusuali tattiche necessarie contro i nomadi Sciti, alle iniziative assunte nel 328 per combattere le rivolte nelle steppe dell'Asia centrale. L'esercito mosse da Balkh, capoluogo della Battria, in cinque colonne, spiegando la sua azione per le valli tra l'Amu Darya (Osso) e il Syr Darya (Iassarte), con lo scopo di pacificare la Sogdiana. Efestione comandava una delle colonne e, dopo il suo arrivo a Samarcanda (chiamata dai greci, Marakanda), egli si occupò della colonizzazione della regione.
Nella primavera del 327 a.C., l'esercito si mosse alla volta dell'India, e Alessandro divise le sue forze, guidandone personalmente una parte a nord, attraverso la valle dello Swat (allora chiamata, Uḍḍiyana), e affidando l'altra a Efestione e a Perdicca perché la conducessero attraverso il Passo Khyber. Gli ordini di Efestione erano di "... conquistare, con la forza o con la diplomazia, tutti i territori sulla loro marcia, e, una volta raggiunto l'Indo, di predisporre quanto necessario per l'attraversamento". Si trovavano allora in un territorio sconosciuto, i cui orizzonti politici e geografici non erano familiari, ed Efestione riuscì comunque ad arrivare sull'Indo dopo aver conquistato tutto il territorio attraversato, ivi compresa la città di Puskalavati che sopportò un assedio di trenta giorni e il cui governatore fu quindi regolarmente messo a morte come di regola succedeva a chi si opponeva manu militari alla conquista macedone. Una volta sull'Indo, Efestione procedette alla costruzione delle barche e del ponte necessari per l'attraversamento. Alessandro ebbe in ripetute occasioni la necessità di dividere le sue forze e il comando fu, di volta in volta, affidato a diversi degli ufficiali di più alto rango, ma appare che Efestione venisse scelto quando gli obiettivi non erano perfettamente chiari fin dall'inizio e Alessandro sentiva quindi il bisogno di qualcuno in grado di compiere scelte autonome, ma conformi alle esigenze generali della spedizione.

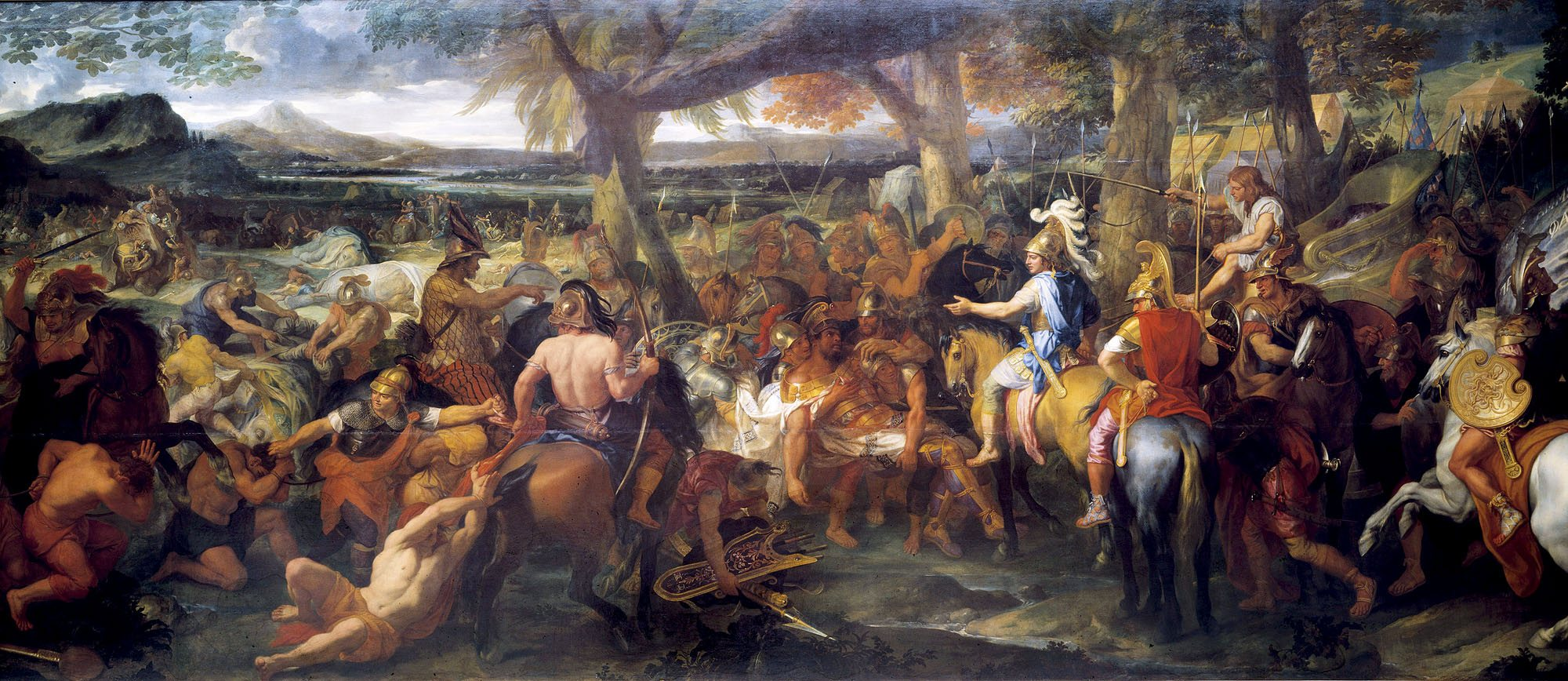
Alessandro e Poro di Charles Le Brun 1673 olio su tela, Louvre, Parigi. Efestione è rappresentato a cavallo, con mantello rosso, dietro Alessandro Magno durante la battaglia sul fiume Idaspe.

Efestione prese parte a una memorabile carica di cavalleria nella battaglia sul fiume Idaspe (326 a.C.), e poi, quando l'esercito iniziò il suo viaggio di ritorno, gliene fu affidata di nuovo una metà, incluse truppe di élite e duecento elefanti, perché la guidasse via terra a sud-ovest lungo le rive dello stesso Idaspe. Il resto dell'esercito, comandato direttamente da Alessandro, viaggiò per nave, sul fiume, con una flotta la cui costruzione era stata finanziata dai più eminenti cortigiani. Arriano colloca Efestione al primo posto tra questi trierarchi ad honorem, a indicare la posizione di preminenza che egli aveva ormai acquisito a corte. Al momento di entrare in territorio ostile, dopo che la flotta fluviale era stata danneggiata dalle rapide, Alessandro decise di dividere di nuovo le sue forze, questa volta in tre parti, ed Efestione fu incaricato di assumere la guida di quanto rimaneva della flotta e di "proseguire la navigazione per tagliare la strada ai fuggiaschi", mentre Alessandro avrebbe seguito via terra con le forze combattenti, e Tolomeo condotto, in retroguardia, salmerie ed elefanti. Nell'assalto alla fortezza di Multan, però, Alessandro fu ferito in maniera molto grave al petto, con probabile interessamento del polmone e, questa volta, Efestione dovette assumere il comando di fatto della spedizione almeno nella prima fase del viaggio verso il mare lungo il corso dell'Indo. Giunti sulla costa, egli organizzò la costruzione di una fortezza e di un porto per le navi sul delta del fiume (Pattala).
Efestione seguì Alessandro nel successivo disastroso attraversamento del deserto del Makran, nella zona costiera dell'attuale Belucistan, durante il quale l'invitto esercito macedone fu duramente decimato insieme con tutto il suo ingente seguito di civili, e dopo l'arrivo disperato a Susa, egli fu decorato per il suo valore. Dopo di allora, non avrebbe combattuto mai più, restandogli ormai soltanto pochi mesi di vita, e, dopo essere salito al grado di vicecomandante militare di fatto di Alessandro, egli acquisì invece un ruolo formale di vice del re nella sfera civile, del resto probabilmente molto più a lui consentanea di quella militare, e fu nominato "chiliarca" (termine greco per il persiano hazarapatish) dell'impero, una sorta di Gran visir, secondo soltanto al re.

### Relazioni personali
Molto poco si sa delle relazioni personali di Efestione, a parte il suo rapporto, eccezionalmente stretto, con Alessandro Magno. Questi era una figura straordinaria e carismatica che ebbe molti amici, ma nessuno paragonabile con Efestione: la loro fu un'amicizia a tutta prova, che si era forgiata nella fanciullezza, e che sarebbe poi durata oltre l'adolescenza, passando indenne attraverso l'ascesa al trono di Alessandro, la durezza delle campagne militari, le lusinghe della vita di corte e anche attraverso i loro matrimoni.

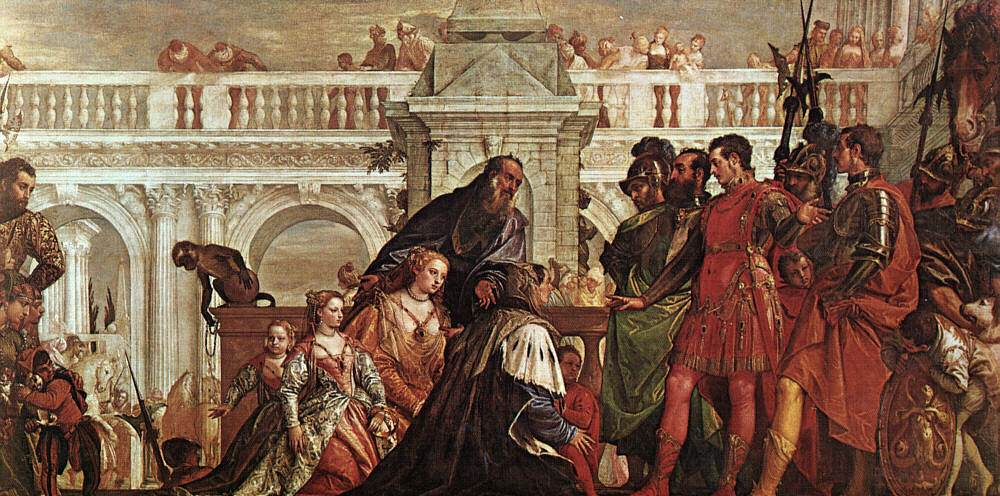
La famiglia di Dario ai piedi di Alessandro di Paolo Veronese 1565-67 olio su tela, National Gallery, Londra. Alessandro ed Efestione visitano la famiglia reale di Dario III di Persia prigioniera.

Il loro vecchio maestro, Aristotele, descrisse l'amicizia, parlando di "... una sola anima dimorante in due corpi", e
che loro stessi considerassero tale la loro amicizia è dimostrato da un episodio avvenuto all'indomani della battaglia di Isso e riportato concordemente da Diodoro Siculo, Arriano, e Curzio Rufo. Secondo i loro racconti, Alessandro ed Efestione si recarono insieme a visitare la famiglia reale di Dario III che era stata catturata alla fine della battaglia, con l'intenzione di rassicurare sulla loro sorte le regine prigioniere. Al loro ingresso nella tenda, le nobildonne fecero atto d'onore alla maniera persiana nei confronti dell'aitante Efestione, molto bello e sicuramente più alto di Alessandro, prendendolo per il re. Messa immediatamente in qualche modo sull'avviso, la regina madre Sisigambi, si gettò ai piedi di Alessandro chiedendo perdono dell'errore, ma il re la rincuorò dicendole: "Non vi siete sbagliata, madre, giacché anche lui è Alessandro". Il loro affetto reciproco non fu in alcun modo tenuto segreto, come è confermato dalle loro stesse parole. Efestione, rispondendo a una lettera della madre di Alessandro, Olimpiade, ebbe modo di scrivere: "... Voi sapete che Alessandro significa per noi più di ogn'altra cosa". Arriano riferisce che il re, dopo la morte di Efestione, lo definì "... l'amico che valutavo come la mia stessa vita". Paul Cartledge descrive la loro intimità dicendo: "Alessandro sembra in affetti aver fatto riferimento a Efestione come al suo alter ego".
La loro amicizia si tradusse anche in una stretta collaborazione operativa; in tutto ciò che intraprese Alessandro si trovò Efestione sistematicamente al fianco. I due lavorarono molto bene insieme e, se si studia la carriera di Efestione, si riscontra facilmente la traccia di una costante e crescente fiducia di Alessandro nei suoi confronti. Con l'inizio della spedizione in India, dopo la scomparsa di generali della vecchia generazione, si registrarono tra gli ufficiali della nuova esempi di tradimento, di mancata condivisione delle aspirazioni di Alessandro per una crescente integrazione dei Persiani nell'esercito, e anche di semplice incompetenza. Ripetutamente, quando Alessandro si trovò nella necessità di dividere le sue forze, ne affidò una parte a Efestione, magari affiancandolo con qualcuno fornito di maggiori competenze militari, ben sapendo che in lui trovava una persona di indiscutibile lealtà, che capiva e condivideva dal profondo le sue aspirazioni e che, non ultimo, era anche capace di portare a buon fine i compiti affidatigli.
Efestione partecipò sempre, in prima fila, alle riunioni di consiglio che il re regolarmente teneva con i suoi principali ufficiali, ma fu l'unico con il quale Alessandro si confrontava anche in privato esponendogli i suoi pensieri reconditi, le sue speranze, i suoi progetti nascosti. Curzio Rufo sostiene che Efestione era compartecipe di tutti i suoi segreti, mentre Plutarco descrive l'occasione in cui Alessandro cercò di imporre, in una sorta di banchetto di prova, l'estensione anche ai Greci dell'obbligo di tributare al re, alla maniera persiana, il tipo di saluto definito proskýnesis (προσκύνησις, italianizzato nel raro proscinèsi), e insinua che Efestione era l'unico preventivamente al corrente della cosa e probabilmente l'organizzatore stesso del banchetto e di tutta la cerimonia che in esso si doveva celebrare.

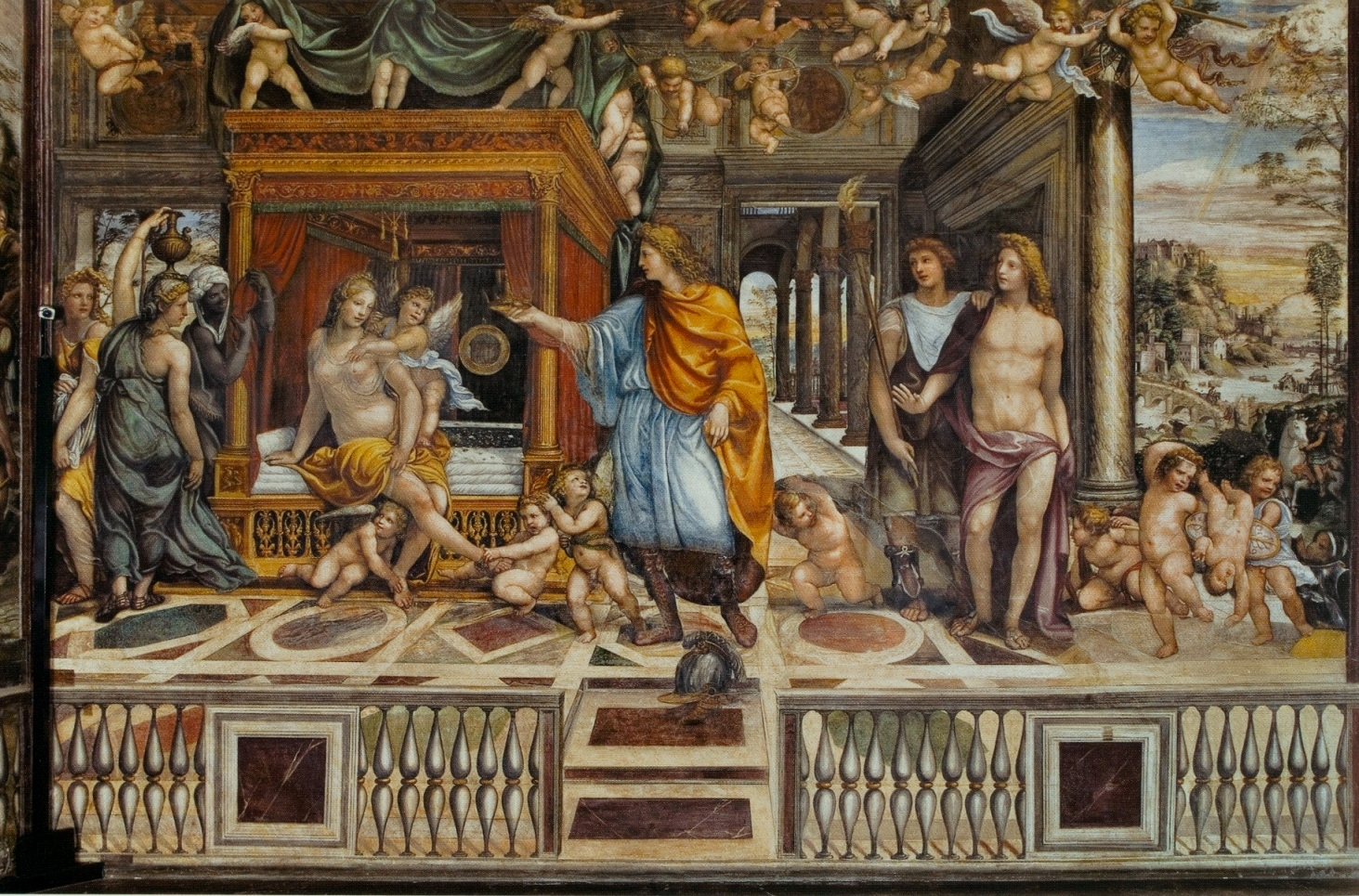
Nozze di Alessandro e Rossane de Il Sodoma 1517 ca., affresco, Villa Farnesina, Roma, ispirato alla descrizione del dipinto perduto di Aezione, quale tramandata da Luciano. Efestione è ritratto sulla destra con drappo celeste al collo e lunga torcia in mano, appoggiato alla spalla del dio Imeneo, rappresentato nudo. Secondo Andrew Clugg (pag. 154) è molto probabile che la figura originariamente rappresentata nel dipinto di Aezione non fosse in effetti Imeneo, la cui iconografia era tradizionalmente diversa, ma l'eunuco Bagoa, favorito di Alessandro.

Stando al dipinto fatto da Aezione del primo matrimonio di Alessandro, nella descrizione tramandatane da Luciano, Efestione fu il suo "portatore di torcia" (testimone), dando così dimostrazione non solo della sua amicizia aliena da gelosie, ma anche del suo appoggio per le politiche di Alessandro, dato che la scelta di una sposa asiatica da parte del re non era certamente popolare tra il suo seguito europeo.
Con il loro ritorno in Persia, Efestione, per l'incarico di chiliarca affidatogli, divenne ufficialmente, dopo esserlo stato a lungo di fatto, la seconda autorità dell'impero, e anche cognato di Alessandro. Hammond riassume assai bene la loro relazione pubblica: "All'epoca della sua morte Efestione deteneva il più alto incarico di comando militare, quello della cavalleria degli eteri, ed era stato ripetutamente vice di Alessandro nella gerarchia della corte asiatica, assumendo infine l'incarico di chiliarca che era stato di Nabarzane sotto Dario III. In questo modo Alessandro onorò Efestione sia come il più stretto degli amici, sia come il più insigne dei suoi marescialli di campo".
È stato suggerito che, oltre che intimi amici, Alessandro ed Efestione fossero anche amanti. Nessuna delle storie antiche pare affermarlo esplicitamente e, al tempo in cui quelle pervenuteci furono scritte (almeno tre secoli dopo) si guardava ai rapporti omosessuali con meno favore che non nella Grecia antica e si era già iniziato il processo di cancellazione del ruolo di Efestione dalla storia, processo che è poi continuato, sia pure in modo intermittente, fino all'epoca moderna. Eppure Arriano descrisse in maniera molto significativa l'occasione in cui Alessandro ed Efestione vollero identificarsi solennemente con Achille e Patroclo, che l'opinione pubblica del tempo, Platone ed Eschilo per primi, riconosceva essere stati amanti. L'episodio accadde all'inizio della spedizione in Asia, quando Alessandro condusse un contingente militare a visitare Troia, palcoscenico degli eventi narrati nella sua amata Iliade. Egli corse nudo, insieme ai compagni, alle tombe degli eroi e depose una corona di fiori sul sepolcro di Achille, mentre Efestione faceva lo stesso con quello di Patroclo. Arriano, molto discretamente, non trae alcuna conclusione, ma Robin Lane Fox, scrivendo nel 1973, sostiene:
"Era un tributo assai notevole, reso in maniera spettacolare, ed è anche la prima volta che nella carriera di Alessandro viene menzionato Efestione. Già i due erano in intimi rapporti e li chiamavano Patroclo e Achille. Il paragone sarebbe durato sino alla fine dei loro giorni, a indicare la loro relazione amorosa, perché ai tempi di Alessandro era comunemente ammesso che Achille e Patroclo fossero legati da un rapporto, che Omero non ha mai menzionato direttamente", pur se, da una semplice lettura del ventitreesimo canto dell'Iliade, è difficile non rilevare, anche senza l'ausilio della psicanalisi, come le parole pronunciate dall'ombra di Patroclo o quelle di Achille, così come i suoi comportamenti, dimostrino un evidente carattere non semplicemente amicale, per quanto profondo, ma tradiscano in effetti un sostrato di carattere erotico, seppur non "dichiaratamente" sessuale.
Efestione e Alessandro crebbero in un tempo e in un ambiente in cui la bisessualità maschile era ampiamente permessa e anche regolamentata dalla legge, e comunque non malvista dall'opinione comune, almeno nella misura in cui si conteneva nei limiti, giuridici e sociali, che le erano prefissati. I Greci «vivevano i rapporti tra uomini in modo molto diverso da quello in cui li vivono (ovviamente, salvo eccezioni) coloro che fanno oggi una scelta di tipo omosessuale: per i Greci e i Romani, infatti (sempre salvo eccezioni), l'omosessualità non era una scelta esclusiva. Amare un altro uomo non era un'opzione fuori della norma, diversa, in qualche modo deviante. Era solo una parte dell'esperienza di vita: era la manifestazione di una pulsione vuoi sentimentale vuoi sessuale che nell'arco dell'esistenza si alternava e si affiancava (talvolta nello stesso momento) all'amore per una donna».. Se comunque la possibilità di rapporti omosessuali era generalmente ammessa, il modello seguito da tali rapporti era differente da luogo a luogo. Gli scrittori romani e quelli posteriori, assumendo come punto di riferimento il modello ateniese, hanno avuto la tendenza a dare per assunto o che i rapporti amorosi tra i due fossero stati limitati all'adolescenza e in seguito lasciati perdere, o che uno dei due fosse più anziano, e quindi si comportasse da erastès (amante) mentre il più giovane faceva da eromenos (amato).
La prima tesi ha continuato ad andare per la maggiore fino ai giorni presenti, con scrittori di fiction, come Mary Renault, e storici professionali, come Paul Cartledge, tra i sostenitori. Quest'ultimo ha affermato: «Corse voce — e per una volta la diceria fu sicuramente corretta — che lui [Efestione] e Alessandro "fossero stati un tempo" più che soltanto buoni amici». Eliano fa invece propria la seconda ipotesi, laddove, nel descrivere la visita a Troia, usa un'espressione di questo genere: "Alessandro pose una ghirlanda sulla tomba di Achille ed Efestione una su quella di Patroclo, volendo con ciò significare che era l'erómenos di Alessandro, così come Patroclo lo era stato di Achille".
Tuttavia, ciò che era di casa ad Atene e nell'Attica, non lo era necessariamente anche in ambiente dorico e in Macedonia, dove, come dice Lane Fox, "... si pensava e anzi ci si aspettava che i discendenti dei Dori fossero apertamente omosessuali, tanto più se appartenenti alla classe dirigente; per di più i re macedoni avevano lungamente insistito sulla loro pura stirpe dorica". E ciò non era frutto di una tendenza à la mode, ma apparteneva all'intrinseco modo d'essere dorico, e quindi macedone, e aveva assai più a che fare con il Battaglione sacro di Tebe (o con le usanze degli Spartiati o dei Cretesi), che non con Atene. Alla luce di quanto sopra non deve sorprendere che ci siano indizi che il loro rapporto amoroso sia durato per tutta la vita.
Luciano, nella sua opera Pro lapsu inter salutandum (In difesa di un lapsus nel salutare), racconta di un mattino in cui Efestione si espresse in un modo che dava a intendere che egli avesse passato la notte nella tenda di Alessandro; Plutarco descrive l'intimità esistente tra i due raccontando che Efestione aveva l'abitudine di leggere le lettere di Alessandro insieme con lui, o che una volta che gli capitò di trovare aperta una lettera riservata di Olimpiade, il re gli sigillò idealmente le labbra poggiandovi sopra il suo anello, a indicare che il contenuto della missiva doveva restare segreto; in una lettera apocrifa attribuita al filosofo Diogene e indirizzata a un Alessandro ormai uomo fatto, si allude pesantemente alla sua tendenza a lasciarsi comandare "... dalle cosce di Efestione".

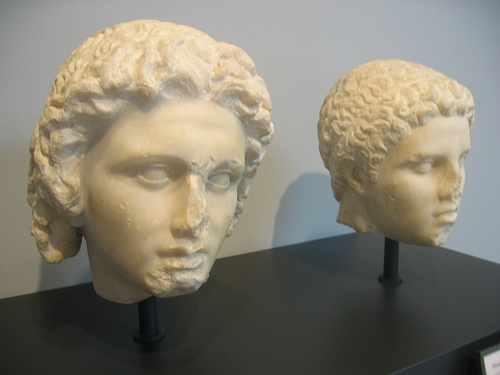
Alessandro (sn) e Efestione (ds)
sculture, The Getty Villa Museum (Getty Museum), Malibù

Nessun'altra circostanza mostra meglio la natura e la durata del loro rapporto, se non il dolore sovrumano di Alessandro al momento della morte dell'amico. Come dice Andrew Chugg, "... è sicuramente incredibile che la reazione di Alessandro alla morte di Efestione possa significare altro se non la più stretta delle relazioni immaginabili". I molti e svariati modi, sia spontanei sia intenzionali, in cui Alessandro esternò la sua sofferenza, sono illustrati in dettaglio più oltre, ma, con riferimento alla natura del loro rapporto, uno si eleva sugli altri per significato: Arriano narra che il re"... si gettò sul corpo dell'amico e giacque colà in lacrime per quasi tutto il giorno, rifiutandosi di staccarsi da lui finché non fu trascinato via a forza dai suoi etèri".
Un amore così totalizzante lascia spesso poco spazio ad altri sentimenti. Efestione aveva un amante che era anche il suo migliore amico, il suo re, il suo comandante, e non fa quindi meraviglia che non ci sia giunta notizia di altri grandi affetti o amicizie in vita sua. Non ci sono neppure indizi, tuttavia, che egli fosse meno che popolare e benvoluto nel gruppo dei compagni e degli amici del re, che erano cresciuti insieme e avevano insieme lavorato così bene per tanti anni.
È possibile che egli fosse molto vicino a Perdicca, dato che fu in collaborazione con lui che guidò la missione verso l'Indo durante la quale fu espugnata Puskalavati, e, all'epoca, la sua posizione accanto ad Alessandro gli avrebbe consentito, quanto meno, di escludere compagni di avventura sgraditi. I due raggiunsero tutti gli obiettivi che erano stati posti alla spedizione, cosa che indica che lavorarono bene insieme e che Efestione trovò nell'incontenibile Perdicca un compagno congeniale. Va anche notato che furono i loro due reggimenti di cavalleria a essere prescelti da Alessandro per l'attraversamento del fiume Idaspe, prima della battaglia contro il re indiano Poro. In quell'occasione il superbo lavoro di squadra si sarebbe rivelato di suprema importanza.
Sarebbe tuttavia errato dedurre da quanto sopra che Efestione fosse amato e apprezzato da tutti. Al di fuori della ristretta cerchia dell'alto comando macedone, anch'egli aveva i suoi nemici, e ciò risulta chiaro dal commento di Arriano sul dolore di Alessandro: "Tutti gli scrittori sono stati d'accordo che esso fu grande, ma il pregiudizio personale, a favore o contro sia Efestione sia Alessandro stesso, ha diversamente colorito i resoconti di come lui lo esternò".
Tuttavia, date le fazioni e le gelosie che tendono a riprodursi in ogni corte, e dato che Efestione era enormemente vicino al più grande, forse, dei monarchi che il mondo occidentale abbia mai conosciuto, va messo in rilievo quanto poca inimicizia egli abbia saputo, alla fine, destare. Ancora Arriano fa menzione di una lite con il segretario di Alessandro, Eumene, ma, a causa di una pagina mancante nel manoscritto del testo, non conosciamo i dettagli della vicenda, se non che Efestione fu alla fine indotto, di mala voglia, a fare pace. È però Plutarco (che dedicò a Eumene una delle sue Vite parallele) a ricordare che si trattò della questione di un alloggiamento concesso a un suonatore di flauto, cosa che fa pensare che la lite, esplosa su inezie, fosse in effetti espressione di un più profondo antagonismo covato nel tempo. Ciò che motivò l'antagonismo non è dato di sapere con certezza, ma non è difficile immaginare che le competenze o, a seconda dei punti di vista, le ingerenze, del nuovo chiliarca possano ben aver indispettito il rodato segretario del re.

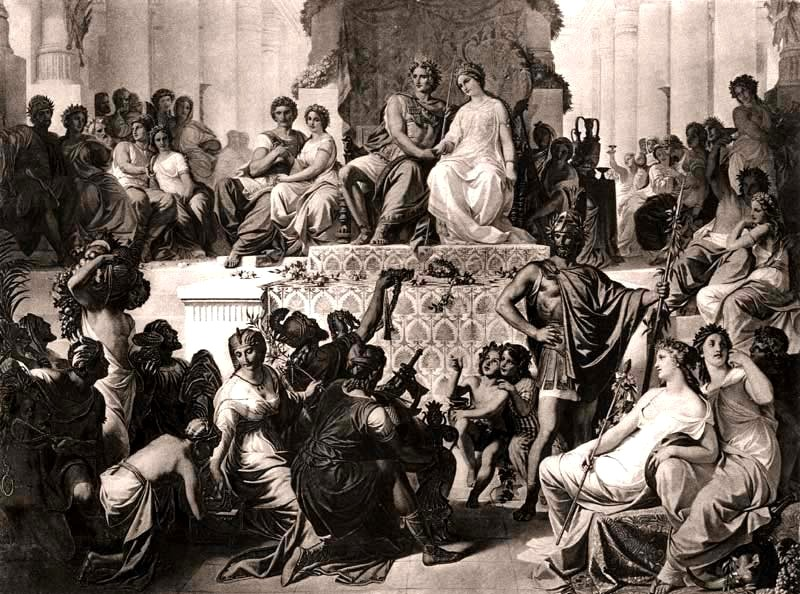
Le nozze di Susa intaglio della fine del XIX secolo. Alessandro e Statira sono rappresentati al centro, Efestione e Dripetide al loro fianco, sulla sinistra.

Soltanto in un caso si sa che Efestione si scontrò con uno dei vecchi ufficiali degli etèri, e fu con Cratero. In questo caso è più facile arguire che il risentimento potesse essere reciproco, giacché quegli era uno degli ufficiali che si opponevano più vivacemente alla politica di Alessandro tendente all'integrazione tra Greci e orientali, laddove Efestione era uno strenuo sostenitore di essa. Plutarco racconta in questo modo la storia: "Per questa ragione un sentimento di ostilità nacque e si approfondì tra i due ed essi vennero spesso ad aperto conflitto. Una volta, durante la spedizione in India, incrociarono addirittura le spade e si scambiarono dei colpi ...".
Alessandro, che stimava moltissimo anche Cratero, come ufficiale estremamente competente, si vide costretto a intervenire ed ebbe pubblicamente parole molto pesanti per entrambi. Il fatto comunque che lo scontro fisico si fosse prodotto, sta a indicare la misura in cui la questione dell'integrazione faceva ribollire gli animi, e anche la misura in cui Efestione, che fu trattato nell'occasione con durezza dal re, identificava le aspirazioni di Alessandro con le proprie.
Fu comunque nella primavera del 324 che Efestione dette la prova ultima di questa identificazione, quando accettò (nulla fa pensare meno che di buon grado) di sposare Dripetide, figlia di Dario III e sorella di Statira II, andata anch'essa contestualmente in moglie ad Alessandro medesimo, nel corso delle cerimonie dei matrimoni di Susa. Fino a questo momento il nome di Efestione non era mai stato legato ad alcuna donna, né, del resto, ad alcun uomo diverso da Alessandro. Della sua brevissima vita coniugale niente si sa, se non che, al momento della successiva morte di Alessandro, avvenuta a distanza di otto mesi da quella di Efestione, Dripetide ancora piangeva lo sposo a cui era stata unita per soli quattro mesi.
Per Alessandro sposare una figlia di Dario (e, insieme, come terza moglie, anche Parisatide, figlia e sorella dei precedenti Gran re, Artaserse III e IV) costituì un atto politico importante, che gli consentiva di stringere più fermamente i legami con la classe dirigente persiana, ma, per quanto riguarda Efestione, ricevere in sposa la sorella della nuova co-regina era un'ennesima prova dell'eccezionale stima in cui era tenuto da Alessandro, che lo chiamava così a far parte della famiglia reale stessa. Essi diventavano quindi cognati, ma c'era di più: Alessandro, dice Arriano, "... voleva diventare zio dei figli di Efestione ...", ed è quindi possibile addirittura immaginare che i due sperassero che le rispettive discendenze si potessero un giorno congiungere, e che, alla fine, la corona di Macedonia e di Persia potesse essere portata da un discendente di entrambi.

### Morte

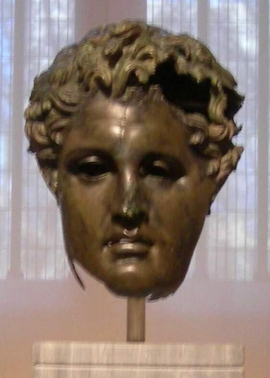
Testa bronzea (Museo del Prado), un tempo ritenuta immagine di Efestione

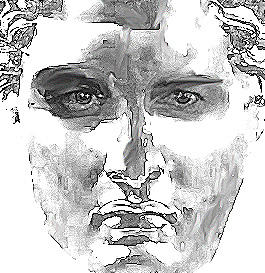
Traduzione artistica del volto di Efestione basata sull'antica testa in bronzo ospitata al Museo del Prado

Nella primavera del 324 a.C. Efestione lasciò Susa, dove si erano celebrate le nozze collettive, e seguì Alessandro e l'esercito nella successiva tappa del viaggio di ritorno, a Ecbatana, la moderna città iraniana di Hamadan. Arrivarono in autunno e fu allora, durante giochi e feste, che Efestione si ammalò. Secondo Arriano, dopo diversi giorni di febbre, dovettero mandare a chiamare Alessandro, che era impegnato nei giochi, perché l'amico si era aggravato, ma il re non fece in tempo e, quando raggiunse la stanza di Efestione, questi era già morto. Plutarco fornisce maggiori particolari: essendo un giovane e un soldato (e quindi un po' sconsiderato), dopo essersi inizialmente sentito male, Efestione ignorò le indicazioni del medico Glaucia che l'aveva messo a digiuno e, non appena questi lo lasciò per recarsi a teatro, mangiò del pollo bollito e ci bevve sopra un bel po' di vino. Lane Fox così conclude il racconto: "La disubbidienza aggravò la malattia che era probabilmente tifoidea e provocava una reazione a ogni brusca immissione di cibo. Tornato il medico trovò il suo paziente in condizioni critiche, e per altri sette giorni la malattia non diede segni di miglioramento... l'ottavo giorno, mentre la folla guardava la corsa dei ragazzi nello stadio, arrivò al palco la notizia che Efestione aveva avuto un grave ricaduta. Alessandro si precipitò al suo letto, ma, quando arrivò, era troppo tardi".
La subitaneità della morte di un uomo giovane e in piena forma ha spesso lasciato interdetti gli storici successivi. Mary Renault, ad esempio, ha scritto che una "crisi improvvisa è difficile da spiegare in un uomo giovane, convalescente". La motivazione che sembra più plausibile è che si trattasse, come già detto, di una febbre tifoide, e che il cibo solido abbia perforato un intestino già ulcerato dalla malattia, ma non è comunque possibile escludere altre ipotetiche spiegazioni, prima fra tutte quella del veleno.
La morte di Efestione viene trattata dalle fonti antiche con maggior ampiezza rispetto agli altri eventi della sua vicenda, a causa degli effetti profondi che essa ebbe su Alessandro. Plutarco scrive che "... il dolore di Alessandro fu incontrollabile ...", e aggiunge che il re ordinò molti segni di lutto, e in particolare che venissero tagliate criniere e code ai cavalli, che venissero abbattuti i bastioni delle città vicine, e che venissero banditi flauti e ogni altro tipo di intrattenimento musicale. Oltre alla storia già riportata nel paragrafo precedente sulle immediate manifestazioni di disperazione da parte del re sul cadavere dell'amico, Arriano riferisce anche che "... fino al terzo giorno dopo la morte di Efestione, Alessandro non assaggiò cibo né si diede alcuna cura del suo aspetto, ma giacque disteso a terra, ora lamentandosi, ora piangendo in silenzio ..."; racconta inoltre che fece giustiziare il medico, Glaucia, per negligenza, e radere al suolo il tempio di Asclepio, il poco efficace dio della medicina (Alessandro era religiosissimo), e finalmente che si tagliò i capelli in segno di lutto, ardente reminiscenza questa dell'ultimo dono di Achille a Patroclo sulla pira funebre: "... Poiché dunque or tolto/ n'è alla patria il ritorno, abbia il mio crine/ l'eroe Patròclo, e lo si porti seco./ Così detto, alla man del caro amico/ pose la chioma, e rinnovossi il pianto/ de' circostanti ...".
Un altro segno del fatto che Alessandro guardava ad Achille per cercare ispirazione su come esprimere il suo dolore lo si può trovare nella campagna che egli condusse di lì a poco contro la tribù dei Cossei. Plutarco sostiene che il massacro che ne seguì fu dedicato allo spirito di Efestione, ed è plausibile pensare che agli occhi di Alessandro ciò abbia potuto rappresentare il corrispondente del sacrificio da parte di Achille, sulla pira di Patroclo, di "... dodici prestanti figli ..." della nobiltà troiana. Andrew Chugg, raccogliendo un suggerimento della storica dell'arte italiana Linda De Santis, ha anche rilevato come, oltre all'Iliade, Alessandro trovò una seconda fonte di ispirazione ideale nell'Alcesti di Euripide, dove il vedovo Admeto si viene a trovare in una situazione di dolore simile a quella del sovrano macedone, e come le azioni del re di Fere siano riprese e ripercorse da Alessandro (il taglio delle criniere, il divieto di rappresentazioni musicali, e altro). Questi appare quasi, secondo le considerazioni finali di Chugg, voler "additarci [le] parole uscite dalla penna del suo tragediografo favorito allo scopo di parlare a noi, attraverso i secoli, della profondità dei sentimenti che provava per l'amico defunto. In qualche modo sta affermando che il suo rapporto con Efestione era egualmente stretto come quello di Admeto con Alcesti. Forse ci sta dicendo che Efestione era colui che avrebbe voluto morire per salvarlo, proprio come Alcesti perì per preservare la vita di Admeto".
Arriano dichiara che tutte le sue fonti concordano che "... per due interi giorni dopo la morte di Efestione Alessandro non toccò cibo e non prestò alcuna attenzione alle sue necessità corporali, ma giacque a letto, ora piangendo disperatamente, ora immerso nel silenzio della sofferenza". Egli dispose un periodo di lutto in tutto l'impero, e, secondo il racconto di Arriano, "molti degli etèri, in rispetto per Alessandro, consacrarono al morto sé stessi e le loro armi ...". Anche nell'esercito si volle ricordare Efestione e il suo posto di comandante della cavalleria degli etèri fu lasciato vacante, perché Alessandro "... desiderava che esso restasse per sempre legato al nome di Efestione, e così il reggimento di Efestione continuò a chiamarsi nello stesso modo, e l'immagine di Efestione continuò a essere innalzata davanti a esso". Alessandro volle infine che, come altri etèri caduti, anche Efestione fosse ricordato con una grande scultura leonina in pietra, una delle tante di cui i Macedoni disseminarono il loro cammino; secondo Lane Fox, il cosiddetto "leone di Hamadan", che ancor oggi viene proposto come una delle attrattive turistiche della città, è proprio ciò che resta (molto poco, per la verità) del monumento funebre del tanto rimpianto compagno di Alessandro.
Come già accennato nell'introduzione, Alessandro inviò messaggeri all'oracolo di Zeus-Ammone, nell'oasi libica di Siwa, e cioè al santuario da lui più venerato e che aveva anche voluto personalmente visitare, con motivazioni alquanto misteriose, all'epoca della sua permanenza in Egitto. Al dio che egli proclamava come padre (e non soltanto, forse, su un piano ideale o mitico), Alessandro chiedeva se fosse lecito istituire un culto divino per Efestione, ed ebbe la consolazione di sentirsi rispondere che era permesso onorarlo, se non come un dio, almeno come un eroe, e "... da quel giorno in poi vide che il suo amico veniva venerato con gli [appropriati] riti". Egli curò che altari fossero eretti in sua memoria, e la prova che il culto riuscì in qualche modo ad attecchire, la si può riscontrare in una semplice placca votiva che si trova oggi nel Museo Archeologico di Salonicco, e che reca l'iscrizione: "Diogene all'eroe Efestione" (Διογένης Ἡφαιστίωνι ἥρωι).
Efestione ricevette a Babilonia esequie grandiose, il cui costo fu variamente fatto ammontare dalle fonti a una somma enorme, che andava dai 10.000 ai 12.000 talenti, che si possono far cautamente corrispondere, in termini moderni, a qualcosa come due-trecento milioni di euro. Alessandro in persona volle guidare il carro funebre per parte del percorso di ritorno verso Babilonia, venendo poi sostituito, per un'altra parte, dall'amico (e futuro successore) di Efestione, Perdicca. A Babilonia si tennero giochi funebri in onore del morto: le gare spaziavano dalla poesia all'atletica e vi presero parte tremila persone, eclissando in tal modo ogni precedente in materia, dal punto di vista sia del costo sia del numero dei partecipanti. La progettazione della pira funebre fu affidata a Stasicrate "... perché — come riferisce Plutarco — questo artista era famoso per le sue innovazioni che combinavano un grado eccezionale di magnificenza, audacia e ostentazione ...".
Secondo il progetto, la pira era alta sessanta metri, aveva forma di quadrato largo duecento metri, e doveva essere costruita su sette livelli a scalinata. Il primo livello era decorato con duecentoquaranta quinqueremi dalla prora dorata, fornite ciascuna di due arcieri inginocchiati alti un metro e ottanta, e di guerrieri armati, ancor più alti, divisi da drappi di feltro scarlatto. Al secondo livello erano previste torce di quasi sette metri, con serpenti attorcigliati alla base, ghirlande dorate nella parte centrale e, in cima, fiamme sormontate da aquile. Il terzo livello prevedeva una scena di caccia, il quarto una battaglia di centauri d'oro, il quinto leoni e tori, anch'essi in oro, il sesto armi macedoni e persiane. Il settimo e ultimo livello, infine, recava sculture cave di sirene, atte a ospitare, nascosto, il coro incaricato di elevare le lamentazioni funebri. È possibile che la pira non fosse destinata a essere incendiata, ma che fosse invece intesa a costituire un mausoleo permanente; in tal caso, con tutta probabilità, essa non fu mai ultimata, come si rileva da riferimenti storici a costosissimi progetti lasciati incompleti da Alessandro all'atto della sua morte, alcuni mesi dopo (e mai portati a compimento).
Un solo possibile tributo restava ancora, e il suo significato appare definitivo, nella sua semplicità: in occasione della cerimonia funebre a Babilonia, fu dato ordine alle province che il Fuoco reale fosse spento sino alla fine delle celebrazioni. Normalmente questo avveniva soltanto per la morte del Gran Re in persona, ma l'ordine impartito non deve meravigliare: dopo tutto, stando alle parole che il re stesso aveva rivolte anni prima alla madre di Dario, era morto non solo e non tanto il "sostituto e successore" di Alessandro, ma, in un certo senso, "anche" Alessandro medesimo, che poi avrebbe comunque seguito l'amico personalmente di lì a qualche mese.
Anche il tumulo di Anfipoli, in Macedonia, è stato collegato a lui: il team di scavo, sulla base dei ritrovamenti rinvenuti nel sito, ha sostenuto che la tomba fosse inizialmente un memoriale dedicato al più caro amico di Alessandro Magno su progetto di Dinocrate di Rodi.

## Efestione nel cinema e neimedia
- Cave, A. J., Roxana Romance,  Pavasta, 2008, ISBN 978-0-9802061-0-4, eBook: ISBN 978-0-9802061-1-1
- Doody, Margaret, Aristotele nel regno di Alessandro, Sellerio, 2013, ISBN 978-88-389-3085-0
- Nel film di Oliver Stone, Alexander, la figura di Efestione è rappresentata dall'attore Jared Leto. Efestione viene ritratto come l'amante di Alessandro, il quale intreccia con lui una relazione omosessuale sin dall'adolescenza.
- Nella canzone Mistery of Love (2017) di Sufjan Stevens, candidata all'Oscar come migliore canzone del 2018, scritta dall'artista statunitense per il film Chiamami col tuo nome (2017) di Luca Guadagnino, si fa riferimento all'amore finito tra i due protagonisti paragonandoli ad Alessandro Magno e Efestione: Like Hephaestion, who died, Alexander's Lover ("Come Efestione, che morì, l'amante di Alessandro").

### Fonti antiche
- Eliano, Varia Historia (testo greco originale, Ποικίλη ἱστορία, accessibile gratuitamente on-line in Bibliotheca Augustana)
- Arriano, Anabasi di Alessandro (Citato, nel corpo della voce, semplicemente come: Arriano)
- Arriano, Indikà (Citato come: Arriano, Indikà)
- Quinto Curzio Rufo, Historiae Alexandri Magni Macedonis (testo latino originale accessibile gratuitamente on-line in The Latin Library Curtius Rufus)
- Diodoro Siculo, Bibliotheca historica
- Diogene di Sinope, Lettere (attribuzione incerta)
- Diogene Laerzio, Raccolta delle vite e delle dottrine dei filosofi: Aristotele
- Omero, Iliade
- Orazio, Epistole
- Luciano, Pro Lapsu inter salutandum;
- Luciano, Erodoto o Aezione
- Plutarco, Vite parallele:
  - Alessandro (testo greco originale in Wikisource: Βίοι Παράλληλοι/Αλέξανδρος) (Citato, nel corpo della voce, semplicemente come: Plutarco)
  - Eumene (Citato come: Plutarco, Eumene)

### Fonti moderne
- Eva Cantarella, Secondo natura. La bisessualità nel mondo antico, Milano, Rizzoli, 2001 (quarta edizione), ISBN 88-17-11654-8
- (EN)  Paul Cartledge, Alexander the Great: The Hunt for a New Past, Londra, Macmillan, 2004, ISBN 1-4050-3292-8
- (EN)  Andrew Michael Chugg, Alexander's Lovers, Milton Keynes (UK), Lightning Source: prima edizione, 2006, ISBN 978-1-4116-9960-1; seconda edizione (completamente rivista, ampliata e aggiornata), 2012, ISBN 978-0-9556790-4-9
- (EN)  Nicholas Geoffrey Lemprière Hammond, Alexander the Great: King, Commander and Statesman, Bristol (UK), Bristol Press, 1980 (seconda edizione), ISBN 1-85399-068-X
- (EN)  Nicholas Geoffrey Lemprière Hammond, The Genius of Alexander the Great, Londra, Duckworth, 1997, ISBN 0-7156-3341-4
- (EN)  Waldemar Heckel, Who's Who in the Age of Alexander the Great, Malden (Massachusetts - USA), Blackwell, 2006, ISBN 1-4051-1210-7
- (EN)  Robin Lane Fox, Alexander the Great, Londra, Allen Lane, 1973, ISBN 0-14-102076-8 [edizione citata, in italiano: Alessandro Magno (traduzione di Guido Paduano), Torino, Einaudi, 2004, ISBN 978-88-06-19696-7]
- (EN)  Mary Renault, The Nature of Alexander, Londra, Allen Lane, 1975, ISBN 0-7139-0936-6
- (EN)  Jeanne Reames, Hephaistion Amyntoros: Éminence Grise at the Court of Alexander the Great. Tesi di Ph.D presso The Pennsylvania State University, dicembre 1998. (abstract)

### Fontion-line
- (EN)  Jona Lendering, Livius - Articles on Ancient History, 1992-2010 (consultato: 8 maggio 2010)
- (EN)  Jeanne Reames, Hephaistion - Philalexandros, esteso: 3/2000; riveduto: 28 settembre 2004. (consultato: 8 maggio 2010)
- Alina Veneri, 'Il culto di Efestione: una nuova prospettiva', Academia.edu  09/11/2024, pp. 6.

### Ap(profondimenti
- (EN)  Eugene Borza e Jeanne Reames, Some New Thoughts on the Death of Alexander the Great, «The Ancient World», 31.1 (2000) 1-9.
- (EN)  Albert Brian Bosworth, Hephaistion, in Simon Hornblower e Antony Spawforth (a cura di), The Oxford Classical Dictionary, Oxford e New York, Oxford University Press, 1996, ISBN 0-19-866172-X.
- (EN)  Elizabeth D. Carney, Alexander the Great and the Macedonian Aristocracy. Tesi presso la Duke University, 1975.
- (EN)  Waldemar Heckel, Hephaistion, in id., The Marshals of Alexander's Empire, Londra, Routledge, 1992, ISBN 0-415-05053-7.
- (EN)  Jeanne Reames, An Atypical Affair? Alexander the Great, Hephaistion, and the Nature of Their Relationship, «The Ancient History Bulletin», 13.3 (1999), S. 81–96.
- (EN)  Jeanne Reames, The Cult of Hephaistion, in Paul Cartledge e Fiona Rose Greenland, (a cura di), Responses to Oliver Stone's Alexander. Film, History, and Cultural Studies, Madison, University of Wisconsin Press, 2010 (accessibile on-line in Scribd.com). ISBN 0-299-23284-0.
- (EN)  Jeanne Reames, The Mourning of Alexander the Great, «Syllecta Classica», 12 (2001) 98-145.